# WTII Records
WTII Records är ett skivbolag som grundades år 2000 av tidigare Wax Trax!-anställde Bart Pfanenstiel med ambitionen att återskapa andan i Wax Trax!:s tidiga musik. Skivbolaget är inriktat på underground industrial genren och har gett ut musik av bland annat Backlash, Stromkern, In Strict Confidence, State of the Union, The Thought Criminals, Acumen Nation och La Floa Maldita.